# 红利曼农村居民点
红利曼农村居民点（俄语：Краснолиманское сельское поселение）是俄罗斯联邦沃罗涅日州帕尼诺区所属的一个农村居民点。其下辖有10个居民点，行政中心为紅利曼。据2016年统计，该农村居民点的人口为1613人。